# Castillo de Liechtenstein
El castillo de Liechtenstein, en Austria, es un castillo situado cerca de Maria Enzersdorf en Baja Austria, cerca de Viena. Se encuentra en el borde del Wienerwald (Bosque de Viena). El castillo, construido durante el siglo XII, fue destruido por los otomanos en 1529 y 1683, y permaneció en ruinas hasta 1884, cuando fue reconstruido.
El Castillo de Liechtenstein (que significa ‘piedra brillante’) es el origen del nombre de la familia principesca de Liechtenstein, la casa gobernante del país homónimo, que ha sido propietaria del castillo desde 1140 aproximadamente hasta el siglo XIII y de nuevo desde 1807 en adelante.
Hoy en día, el castillo es conocido principalmente por el Nestroy Theatre Festival, que se celebra anualmente durante los meses de verano.